# Meliton Kantaria
Meliton Warlamowicz Kantaria (gruz. მელიტონ ქანთარია; ur. 5 października 1920 w Dżwari, zm. 27 grudnia 1993 w Moskwie) – radziecki żołnierz narodowości gruzińskiej, który razem z Michaiłem Jegorowem i Ołeksijem Berestem zawiesił Sztandar Zwycięstwa na Reichstagu. Bohater Związku Radzieckiego. 

## Życiorys

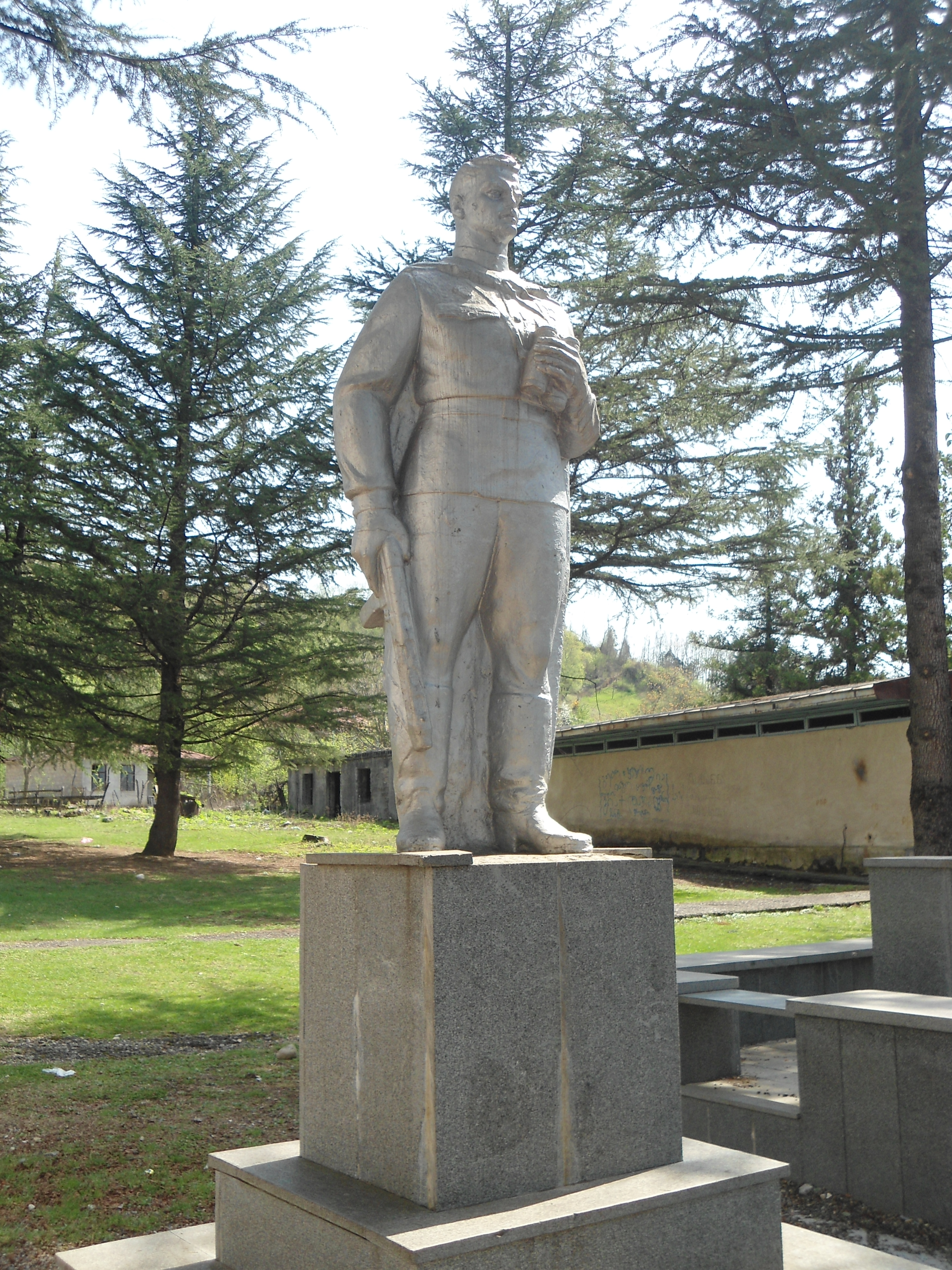
Pomnik Melitona Kantarii w Dżwari

Pochodził z gruzińskiej rodziny chłopskiej. Uzyskał wykształcenie podstawowe i przed powołaniem do wojska pracował w kołchozie.
Od 1940 służył w Armii Czerwonej. Służył w 756 Pułku 150 Dywizji Strzeleckiej, od grudnia 1941 walczył na froncie wschodnim. W 1945 posiadał stopień młodszego sierżanta. Rok po zakończeniu wojny został zdemobilizowany.
Wrócił do Gruzji, gdzie nadal pracował w kołchozie. Później zamieszkał w Suchumi. Pracował jako kierownik sklepu.
Od 1947 należał do WKP(b). Został deputowanym Rady Najwyższej Gruzińskiej SRR. Po wybuchu wojny w Abchazji wyjechał do Tbilisi. W 1993 przeniósł się z rodziną do Moskwy, gdzie kilka miesięcy później zmarł. W 1994 został pochowany w Dżwari.

## Upamiętnienie
- W 2010 na moskiewskiej Pokłonnej Górze stanął pomnik Melitona Kantarii oraz Michaiła Jegorowa, symbolizujący wspólną walkę Rosjan i Gruzinów z faszyzmem. W uroczystości odsłonięcia obiektu uczestniczył premier Rosji Władimir Putin, mer Moskwy Siergiej Sobianin oraz Nino Burdżanadze, liderka partii Demokratyczny Ruch-Zjednoczona Gruzja[6].
- W 2016 pomniki Melitona Kantarii zostały odsłonięte w Tbilisi i Dżwari (gdzie znajduje się również szkoła nosząca jego imię)[7].

## Ordery i odznaczenia
- Złota Gwiazda Bohatera Związku Radzieckiego
- Order Lenina
- Order Czerwonego Sztandaru
- Order Wojny Ojczyźnianej I klasy
- Medal jubileuszowy „W upamiętnieniu 100-lecia urodzin Władimira Iljicza Lenina”
- Medal „Za zwycięstwo nad Niemcami w Wielkiej Wojnie Ojczyźnianej 1941–1945”
- Medal jubileuszowy „Dwudziestolecia zwycięstwa w Wielkiej Wojnie Ojczyźnianej 1941–1945”
- Medal jubileuszowy „Trzydziestolecia zwycięstwa w Wielkiej Wojnie Ojczyźnianej 1941–1945”
- Medal jubileuszowy „Czterdziestolecia zwycięstwa w Wielkiej Wojnie Ojczyźnianej 1941–1945”
- Medal „Za zdobycie Berlina”
- Medal „Za wyzwolenie Warszawy”
- Medal „Weteran pracy”
- Medal jubileuszowy „50 lat Sił Zbrojnych ZSRR”
- Medal jubileuszowy „60 lat Sił Zbrojnych ZSRR”
- Medal jubileuszowy „70 lat Sił Zbrojnych ZSRR”